# Kwajalein High School Playing Field
Kwajalein High School Playing Field – to wielofunkcyjny stadion w Kwajalein na Wyspach Marshalla. Jest obecnie używany głównie dla meczów piłkarskich oraz dla zawodów lekkoatletycznych. Na tym obiekcie rozgrywają swoje mecze co najmniej dwa zespoły z wyspy Kwajalein i pobliskiej wyspy Ebeye, tworząc własną ligę piłkarską.